# Desire (French Affair)
Desire è l'album d'esordio del gruppo musicale francese/tedesco French Affair. Pubblicato nel 2000, è stato trainato dai singoli Do What You Like, My Heart Goes Boom e Poison.
È stato pubblicato dall'etichetta discografica RCA.

## Tracce
CD (RCA 65630 6 (BMG)
1. My Heart Goes Boom (La Di Da Da) – 3:40
2. I Want Your Love – 3:58
3. Desire – 4:01
4. Poison (Radio Version) – 3:18
5. I Can't Say Goodbye – 3:19
6. Do What You Like (Radio Version) – 3:52
7. My Boots Are Made for Walking – 2:50
8. If You Give Me Credit – 3:15
9. Je Ne Sais Pas Pourquoi – 3:57
10. Take My Love Mon Amour – 4:45
11. My Heart Goes Boom (K's House RMX) – 7:03
12. Do What You Like (I Like House RMX) – 6:05

Versione con videoclip
1. My Heart Goes Boom (Video)
2. Do What You Like (Video)

## Classifiche
| Classifica (1981) | Posizione raggiunta |
| ----------------- | ------------------- |
| Svizzera          | 21                  |
| Austria           | 33                  |